# Toya Maissen
Toya Maissen (* 12. Februar 1939 in Chur; † 28. August 1991 in Basel) war eine Schweizer Journalistin und Sozialdemokratin.
Maissen war von 1965 bis 1966 in der Entwicklungshilfe tätig. Von 1966 bis 1975 arbeitete sie als Journalistin bei der Basler National-Zeitung. Von 1976 bis 1991 war sie Journalistin der Basler Arbeiter-Zeitung. Von 1980 bis 1991 war sie Redaktorin der Roten Revue.

## Schriften (Auswahl)
- Mit Imre Kerner: Die kalkulierte Verantwortungslosigkeit. Der Basler PCB-Skandal. Rowohlt, Reinbek bei Hamburg 1980, ISBN 3-499-14741-6. (Rororo. Aktuell; 4741).
- Basler Journalisten: Toya Maissen. GS-Verlag, Basel 1986, ISBN 3-7185-0066-3. (GS; 547). (Über den Tag hinaus; 7).
- Mit Imre Kerner und Dagny Radek: Der Rhein – die Vergiftung geht weiter. Nach der Basler Katastrophe. Rowohlt, Reinbek bei Hamburg 1987, ISBN 3-499-12231-6. (Rororo. Aktuell; 12231).
- Links notiert. Ausgewählte Texte und Reden, 1976–1991. Basler AZ-Verlag, Basel 1992, ISBN 3-909119-01-8.

## Fussnoten
1. ↑  Bernard Degen: Toya Maissen. In: Historisches Lexikon der Schweiz.
2. ↑  Roger Blum: Aufruhr und Konstante in der Medienszene beider Basel. In: Baselbieter Heimatblätter 76 (2011), Nr. 3 (September), S. 79–89, hier S. 79. (Digitalisat in E-Periodica).

| Personendaten    | Personendaten                               |
| ---------------- | ------------------------------------------- |
| NAME             | Maissen, Toya                               |
| KURZBESCHREIBUNG | Schweizer Journalistin und Sozialdemokratin |
| GEBURTSDATUM     | 12. Februar 1939                            |
| GEBURTSORT       | Chur                                        |
| STERBEDATUM      | 28. August 1991                             |
| STERBEORT        | Basel                                       |